# Луи де Ружимон
Луи де Ружимон (12 ноября 1847, Гресси, Швейцария — 9 июня 1921, Лондон, Великобритания) — мистификатор, выдававший себя за человека, который провёл много лет среди дикарей после того, как попал в кораблекрушение.

## Биография
Родился в фермерской семье, окончил местную начальную школу. В 16 лет стал лакеем актрисы Фанни Кембл, в ходе гастролей которой хорошо выучил английский язык.
В 1870—1874 годах служил лакеем в Лондоне, а в 1875 году приехал в Австралию в качестве дворецкого нового губернатора Западной Австралии, которого оставил спустя 5 месяцев.
В июне 1875 года Грин стал владельцем небольшого катера и занялся добычей жемчуга. Позднее обломки катера были найдены около Куктауна, Квинсленд. Сам Грин позднее утверждал, что оказался единственным выжившим после нападения туземцев в районе острова Лакросс.
В 1880 году он переехал в Сидней, где работал посудомойщиком, официантом, продавцом недвижимости и акций, а также фотографом.
3 апреля 1882 года он женился на Элизе Джейн Равенскрофт, с которой они родили семь детей.
В 1897 году он оставил Австралию, бросив жену, и перебрался в Новую Зеландию, где Грин занимался спиритизмом, в марте 1898 года он перебрался в Англию. В том же году под именем Луи де Ружимон он начал публиковать серию статей в журнале Wide World Magazine. Сериал «Приключения Луи де Ружимона» (англ. The adventures of Louis de Rougemont) выходил в журнале с августа 1898 и по май 1899.
В 1899 году статьи были переизданы в качестве книги «Приключения Луи де Ружимона, написанные им самим». Публикация произвела фурор, активно подогреваемый издателем. В своём сочинении Ружимон описывал историю приключений по добыче жемчуга и золота. Утверждал, что после кораблекрушения более тридцати лет провёл среди аборигенов Австралии, не имея возможности добраться до цивилизованных мест. Рассказывал, что его племя поклонялось ему как богу, утверждал, что встречал в 1874 году экспедицию Гибсона.
Однако сразу же ряд читателей высказали сомнения в достоверности изложенной истории. Сомнению подверглись утверждения, что можно путешествовать держась за панцирь черепахи, что существуют летающие вомбаты. Сомнения подогревал отказ Ружимона показать места своих странствий на картах (сам он утверждал, что не может этого сделать, так как подписал договор с неким синдикатом, совместно с которым планировал разрабатывать обнаруженные месторождения золота). Полемика, развернувшаяся на страницах лондонской газеты Daily Chronicle, длилась несколько месяцев.
Ружимон даже предстал перед Королевским географическим обществом, где отказался описывать язык аборигенов, который он якобы выучил, но продемонстрировал хорошее знание их быта и обычаев. Дискуссия окончилась в сентябре 1898 года, когда с помощью австралийской прессы  журналистам удалось раскрыть настоящее имя Ружимона.
Однако заработанных на издании книги денег Ружимону вполне хватило  на несколько лет. Попытки выступать с турне, в котором он рассказывал о своих приключениях, окончились неудачей: его освистывали на сцене.
28 июля 1915 года он женился во второй раз, а 9 июня 1921-го скончался в Лондоне, в глубокой бедности. Последние годы он проживал под именем «Луи Редман».